# La Grand-Messe
Albums de Les Cowboys fringants
Attache ta tuque !
(2003) Les Cowboys Fringants au Grand Théâtre de Québec
(2007)
La Grand-Messe est un album des Cowboys fringants, sorti en 2004. L'album a été récompensé par le Prix Félix de l'album alternatif de l'année en 2005.

## Liste des titres
| 1.    | Intro                                                                        |              | M.-A. Lépine                                        | 1:05 |
| 2.    | Les Étoiles filantes                                                         | J.-F. Pauzé  | J.-F. Pauzé                                         | 4:25 |
| 3.    | Ti-cul                                                                       | J.-F. Pauzé  | J.-F. Pauzé                                         | 3:07 |
| 4.    | 8 secondes                                                                   | J.-F. Pauzé  | J.-F. Pauzé                                         | 4:05 |
| 5.    | Plus rien                                                                    | J.-F. Pauzé  | J.-F. Pauzé                                         | 3:36 |
| 6.    | Hannah                                                                       | J.-F. Pauzé  | J.-F. Pauzé / M.-A. Lépine / J. Dupras              | 5:24 |
| 7.    | Symphonie pour Caza (Précédée de Berceuse pour Vincent par Dominique Lebeau) | J.-F. Pauzé  | J.-F. Pauzé                                         | 5:36 |
| 8.    | La Reine                                                                     | J.-F. Pauzé  | J.-F. Pauzé                                         | 2:50 |
| 9.    | En attendant (Le Reel de nos gens)                                           | J.-F. Pauzé  | J.-F. Pauzé / M.-A. Lépine pour Le Reel de nos gens | 4:49 |
| 10.   | Lettre à Lévesque                                                            | J.-F. Pauzé  | J.-F. Pauzé                                         | 3:46 |
| 11.   | Ces temps-ci                                                                 | J.-F. Pauzé  | J.-F. Pauzé                                         | 3:59 |
| 12.   | Ma belle Sophie                                                              | M.-A. Lépine | M.-A. Lépine                                        | 3:31 |
| 13.   | Shish Taouk                                                                  |              | Les Cowboys Fringants                               | 1:41 |
| 14.   | Camping Ste-Germaine                                                         | J.-F. Pauzé  | J.-F. Pauzé                                         | 3:34 |
| 15.   | Si la vie vous intéresse                                                     | J.-F. Pauzé  | J.-F. Pauzé / M.-A. Lépine                          | 5:55 |
| 16.   | Épilogue (Si tu penses un peu comme ça)                                      | J.-F. Pauzé  | J.-F. Pauzé / D. Lebeau                             | 4:52 |
| 62:15 |                                                                              |              |                                                     |      |

## Personnel
- Karl Tremblay – Chant, chœurs
- Jean-François Pauzé – Guitare électrique, acoustique, classique, harmonica, chant, chœurs
- Marie-Annick Lépine – Piano, claviers, accordéon, bandonéon métallophone, flûte traversière, flûte à bec, violon, violoncelle, mandoline, banjo, percussions, chant, chœurs
- Jérôme Dupras – Basse, contrebasse, guitare électrique, chœurs
- Dominique Lebeau – Batterie, cabasa, grelots, darbouka, tambourin, güiro, maracas, orgue, piano, guitare électrique

Musiciens invités
- Ivanhoe Jolicoeur - Trompette, flügelhorn
- David Jespersen - Trombone

## Thèmes de l'album

### Critiques sociales
En continuité avec l'album Break syndical paru en 2002, plusieurs chansons de l'album abordent des thèmes sociaux et politiques.

#### 8 secondes
Sur un thème rythmé, 8 secondes pourrait être considérée comme une vive critique du système néolibéral et de la globalisation. Le groupe aborde de nombreux enjeux: l'accumulation de profits par les multinationales, la gestion des ressources naturelles, la privatisation, la pauvreté globale, ainsi que la destruction de la nature. On peut y entendre: « Quand on sait qu'une toute petite fraction de tous ces budgets militaires à la con, pourrait abreuver les humains, leur assurer un lendemain. Mais l'Occident s'en lave encore les mains. » Malgré la nature triste et crue de cette chanson, celle-ci est généralement dansée et chantée en spectacle, tant par les spectateurs que le groupe.

#### Plus rien
Dans cette balade, Les Cowboys Fringants racontent la vie du « dernier humain de la terre », ce dernier relatant les ravages qu'ont causés les humains sur Terre après des siècles de destructions de la nature. Celle-ci termine sur une note peu optimiste: « Mon frère est mort hier au milieu du désert, je suis maintenant le dernier humain de la terre. Au fond l'intelligence qu'on nous avait donnée n'aura été qu'un beau cadeau empoisonné. Car il ne reste que quelques minutes à la vie, tout au plus quelques heures, je sens que je faiblis. Je ne peux plus marcher j'ai peine à respirer. Adieu l'humanité... ».

#### Lettre à Levesque
Dans cette chanson, le groupe s'adresse à l'ancien premier-ministre québécois René Lévesque, en témoignant de leur tristesse par rapport à la perte du projet de société qu'est la souveraineté du Québec. Le groupe s'affiche politiquement vers la fin de la chanson dans ce qu'ils appellent leur « projet idéal »: « S'rait d'garder les droits acquis et les bases fondamentales de la social-démocratie, tout en restant vigilant face aux courants mondialistes. Mais bien sûr sans pour autant devenir anti-capitalistes. Moi j'verrais un pays qui ferait un compromis entre les mots écologie, justice et économie. Parce que bien avant ma patrie et toutes les politicailleries, j'prône les causes humanitaires et chuis amoureux de la Terre. » Par ce fait, le groupe se positionne comme étant moins radical que le prônent certaines de leurs chansons, en prônant notamment la social-démocratie et leur éloignement par rapport à l'anti-capitalisme.

### Nostalgie

#### Les Étoiles filantes
Dans celle-ci, le groupe présente les étapes de la vie humaine, passant de la nostalgie de la vie d'enfant, vers l'absurdité de la vie d'adulte, pour terminer avec l'espoir d'une vie bien remplie.
Pour plusieurs, Les Étoiles filantes est la chanson la plus marquante et populaire du groupe.

## Classements
| Pays   | Meilleure position |
| ------ | ------------------ |
| France | 122                |